# Acraea horta

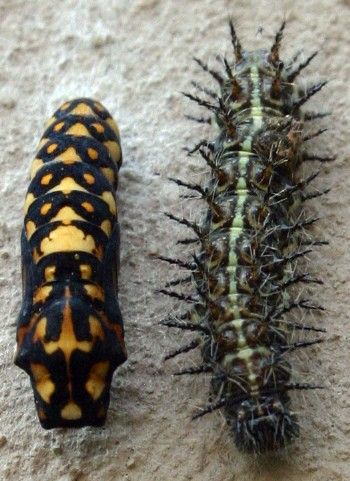
Ấu trùng và sâu Acraea horta

Acraea horta là một loài bướm ngày thuộc họ Nymphalidae. Nó được tìm thấy ở Nam Phi và Zimbabwe. Nó có sải cánh trung bình từ 45–50 mm đối với con đực và 49–53 mm đối với con cái. Con trưởng thành bay quanh năm, nhưng phổ biến hơn từ tháng 10 đến tháng 4. Ấu trùng ăn các loài Kiggelaria africana và Passiflora (bao gồm Passiflora coerulea, Passiflora manicata và Passiflora mollisima) và Tacsonia.